# Atuell

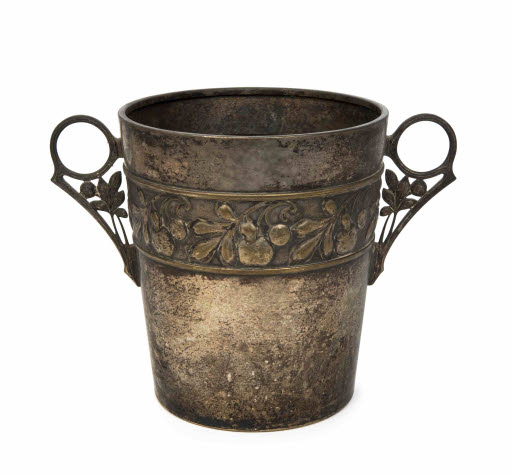
Glaçonera, atuell metàl·lic conservat al Museu Abelló de Mollet del Vallès

Un vas o atuell és un recipient destinat a contenir líquids o sòlids. Pot estar fet de materials molt diversos, com ara de vidre, de metall, de terrissa, de fusta, etc.
Un got és un vas de vidre que serveix per beure.